# Frank Costello (jugador de bàsquet)
Francis Costello, més conegut com a Frank Costello (Boston, 16 de desembre de 1951), és un exjugador de bàsquet nord-americà. Mesurava 2,01 metres d'alçada, i la seva posició a la pista era la d'aler pivot.
L'any 1973 va ser fitxat pel Círcol Catòlic per ocupar la posició de pivot de l'equip badaloní. S'hi va estar dos anys al Círcol, i es va casar amb una badalonesa. A pesar de l'interès del Barça per la seva contractació fou fitxat pel Joventut de Badalona la temporada 1975-76, convertint-se en el segon jugador nord-americà de la història del club, després del porto-riqueny Jorge Cuello. Costello va obrir la porta a la presència de jugadors estrangers a l'equip, en uns anys en què començava a ser necessària la incorporació de jugadors forans per no perdre pistonada amb els clubs capdavanters. La primera temporada només participà en la Copa Korac, degut a una normativa que impedia alinear durant un any a la Lliga als jugadors estrangers procedents d'altres clubs espanyols, i la següent jugà tant a la Lliga com a la competició europea.